# Pan en scan
Pan en scan is een methode om het beeldformaat van een bioscoopfilm (bijvoorbeeld met de lengte-breedteverhouding 2.35:1) om te zetten naar het standaard 4:3-formaat. Hierbij worden gedeelten van het beeld weggesneden. Sommige regisseurs verbieden het maken van een pan-en-scanversie van hun film, omdat de vaak zorgvuldig uitgekozen compositie van het beeld volledig verstoord wordt. In de film Jaws is in de originele bioscoopversie de haai al seconden eerder te zien dan in de P&S-versie.
Er kan tot 45% van het originele beeld verdwijnen. De persoon die de pan en scan verzorgt, moet erop letten dat het hoofdonderwerp altijd zichtbaar is. Wanneer dit onderwerp zich naar een andere plaats van het beeld beweegt, zal er dus elke keer weer gekeken moeten worden welk beeld nu het best weggesneden kan worden. Zonder pan en scan zouden er bij standaardtelevisies zeer grote balken te zien zijn. Met name in het verleden, toen de televisiegrootte over het algemeen beperkter was, was het beeld dan veel te klein. Tegenwoordig wordt pan en scan minder vaak toegepast. Nieuwe films worden meestal in het oorspronkelijke formaat op dvd geplaatst. Veel televisiezenders zenden nog wel pan-en-scanversies van films uit.
Toen de televisie steeds belangrijker werd voor het vertonen van films ging men bij het maken van de film ook rekening houden met het beeldformaat van de televisie. Cameramannen werd de opdracht gegeven om alle belangrijke gebeurtenissen standaard op te nemen in het 4:3-kader, zodat pan en scan makkelijker zou worden. Heel soms wordt bij computeranimaties zelfs een aparte 4:3-versie gemaakt, zodat pan en scan niet meer nodig is. Deze versie wordt net als bij de bioscoopversie apart gerendeerd. Bij de film Een luizenleven werd dit gedaan. In plaats van bijsnijden werd er juist gekozen voor het toevoegen van beeld boven- en onderaan het beeld, waardoor dus weer een 4:3-beeldformaat ontstaat.
Sommige beeldformaten zijn juist verticaal gezien hoger in vergelijking met het 4:3-beeldformaat. Wanneer daar een rand van het beeld wordt weggesneden (boven- of onderaan dus in plaats van rechts of links) heet dit "tilt en scan"  of "reverse pan en scan".